# Schistostephium
Schistostephium là một chi thực vật có hoa trong họ Cúc (Asteraceae).

## Loài
Chi Schistostephium gồm các loài: